# Giro di Slovenia 2003
Il Giro di Slovenia 2003, decima edizione della corsa, si svolse dal 6 all'11 maggio su un percorso di 1038 km ripartiti in 6 tappe, con partenza a Čatež e arrivo a Novo Mesto. Fu vinto dallo sloveno Mitja Mahorič della Perutnina Ptuj davanti al suo connazionale Jure Golčer e all'austriaco Andreas Matzbacher.

## Tappe
| Tappa  | Data      | Percorso                           | km   | Vincitore di tappa | Leader cl. generale |
| ------ | --------- | ---------------------------------- | ---- | ------------------ | ------------------- |
| 1ª     | 6 maggio  | Čatež > Ptuj                       | 167  | Jure Zrimsek       | Jure Zrimsek        |
| 2ª     | 7 maggio  | Ormož > Beltinci                   | 168  | Leon Makarovic     | Leon Makarovic      |
| 3ª     | 8 maggio  | Lenart > Lubiana                   | 203  | Leon Makarovic     | Leon Makarovic      |
| 4ª     | 9 maggio  | Nauporto > Kranj                   | 176  | Christian Heule    | Christian Heule     |
| 5ª     | 10 maggio | Grosuplje > Passo della Moistrocca | 168  | Jure Golčer        | Mitja Mahorič       |
| 6ª     | 11 maggio | Šentjernej > Novo Mesto            | 156  | Boštjan Mervar     | Mitja Mahorič       |
| Totale | Totale    | Totale                             | 1038 |                    |                     |

## Dettagli delle tappe

### 1ª tappa
- 6 maggio: Čatež > Ptuj – 167 km

| Pos. | Corridore      | Squadra        | Tempo    |
| ---- | -------------- | -------------- | -------- |
| 1    | Jure Zrimsek   |                | 3h43'57" |
| 2    | Boštjan Mervar | Perutnina Ptuj | s.t.     |
| 3    | Matic Strgar   |                | s.t.     |

| Pos. | Corridore    | Squadra | Tempo    |
| ---- | ------------ | ------- | -------- |
| 1    | Jure Zrimsek |         | 3h43'47" |

### 2ª tappa
- 7 maggio: Ormož > Beltinci – 168 km

| Pos. | Corridore       | Squadra     | Tempo    |
| ---- | --------------- | ----------- | -------- |
| 1    | Leon Makarovic  |             | 3h58'39" |
| 2    | Luca Belluomini | Nippon Hodo | s.t.     |
| 3    | Janez Rozman    |             | s.t.     |

| Pos. | Corridore      | Squadra | Tempo    |
| ---- | -------------- | ------- | -------- |
| 1    | Leon Makarovic |         | 7h44'09" |

### 3ª tappa
- 8 maggio: Lenart > Lubiana – 203 km

| Pos. | Corridore       | Squadra     | Tempo    |
| ---- | --------------- | ----------- | -------- |
| 1    | Leon Makarovic  |             | 3h58'39" |
| 2    | Luca Belluomini | Nippon Hodo | s.t.     |
| 3    | Janez Rozman    |             | s.t.     |

| Pos. | Corridore      | Squadra | Tempo     |
| ---- | -------------- | ------- | --------- |
| 1    | Leon Makarovic |         | 12h56'18" |

### 4ª tappa
- 9 maggio: Nauporto > Kranj – 176 km

| Pos. | Corridore       | Squadra        | Tempo    |
| ---- | --------------- | -------------- | -------- |
| 1    | Christian Heule | Macandina      | 4h32'36" |
| 2    | Timothy Jones   | Domina Vacanze | a 3'21"  |
| 3    | Jure Golčer     | Volksbank      | a 3'26"  |

| Pos. | Corridore       | Squadra   | Tempo     |
| ---- | --------------- | --------- | --------- |
| 1    | Christian Heule | Macandina | 17h33'29" |

### 5ª tappa
- 10 maggio: Grosuplje > Passo della Moistrocca – 168 km

| Pos. | Corridore     | Squadra        | Tempo    |
| ---- | ------------- | -------------- | -------- |
| 1    | Jure Golčer   | Volksbank      | 4h13'21" |
| 2    | Timothy Jones | Domina Vacanze | a 31"    |
| 3    | Mitja Mahorič | Perutnina Ptuj | a 44"    |

| Pos. | Corridore     | Squadra        | Tempo     |
| ---- | ------------- | -------------- | --------- |
| 1    | Mitja Mahorič | Perutnina Ptuj | 21h47'50" |

### 6ª tappa
- 11 maggio: Šentjernej > Novo Mesto – 156 km

| Pos. | Corridore         | Squadra        | Tempo    |
| ---- | ----------------- | -------------- | -------- |
| 1    | Boštjan Mervar    | Perutnina Ptuj | 3h24'29" |
| 2    | Matic Strgar      |                | s.t.     |
| 3    | Giacomo Battistel | Amore & Vita   | a 2"     |

| Pos. | Corridore          | Squadra        | Tempo     |
| ---- | ------------------ | -------------- | --------- |
| 1    | Mitja Mahorič      | Perutnina Ptuj | 25h12'18" |
| 2    | Jure Golčer        | Volksbank      | a 4"      |
| 3    | Andreas Matzbacher |                | a 28"     |

## Classifiche finali

### Classifica generale
| Pos. | Corridore          | Squadra                       | Tempo     |
| ---- | ------------------ | ----------------------------- | --------- |
| 1    | Mitja Mahorič      | Perutnina Ptuj                | 25h12'18" |
| 2    | Jure Golčer        | Volksbank-Ideal               | a 4"      |
| 3    | Andreas Matzbacher |                               | a 28"     |
| 4    | Massimo Demarin    | Perutnina Ptuj                | a 34"     |
| 5    | Stef Clement       | Van Hemert Groep Cycling Team | a 54"     |
| 6    | Timothy Jones      | Domina Vacanze-Elitron        | a 1'13"   |
| 7    | Johan Vansummeren  | Quick Step                    | a 1'31"   |
| 8    | Renzo Mazzoleni    | Team Macandina-Kewa Rad       | a 1'36"   |
| 9    | Harald Totschnig   |                               | a 1'43"   |
| 10   | Radoslav Rogina    | Perutnina Ptuj                | a 1'47"   |